# Syllitus schajovskoii
Syllitus schajovskoii är en skalbaggsart som beskrevs av Bosq 1953. Syllitus schajovskoii ingår i släktet Syllitus och familjen långhorningar. Inga underarter finns listade i Catalogue of Life.